# Oromo (Ethnie)

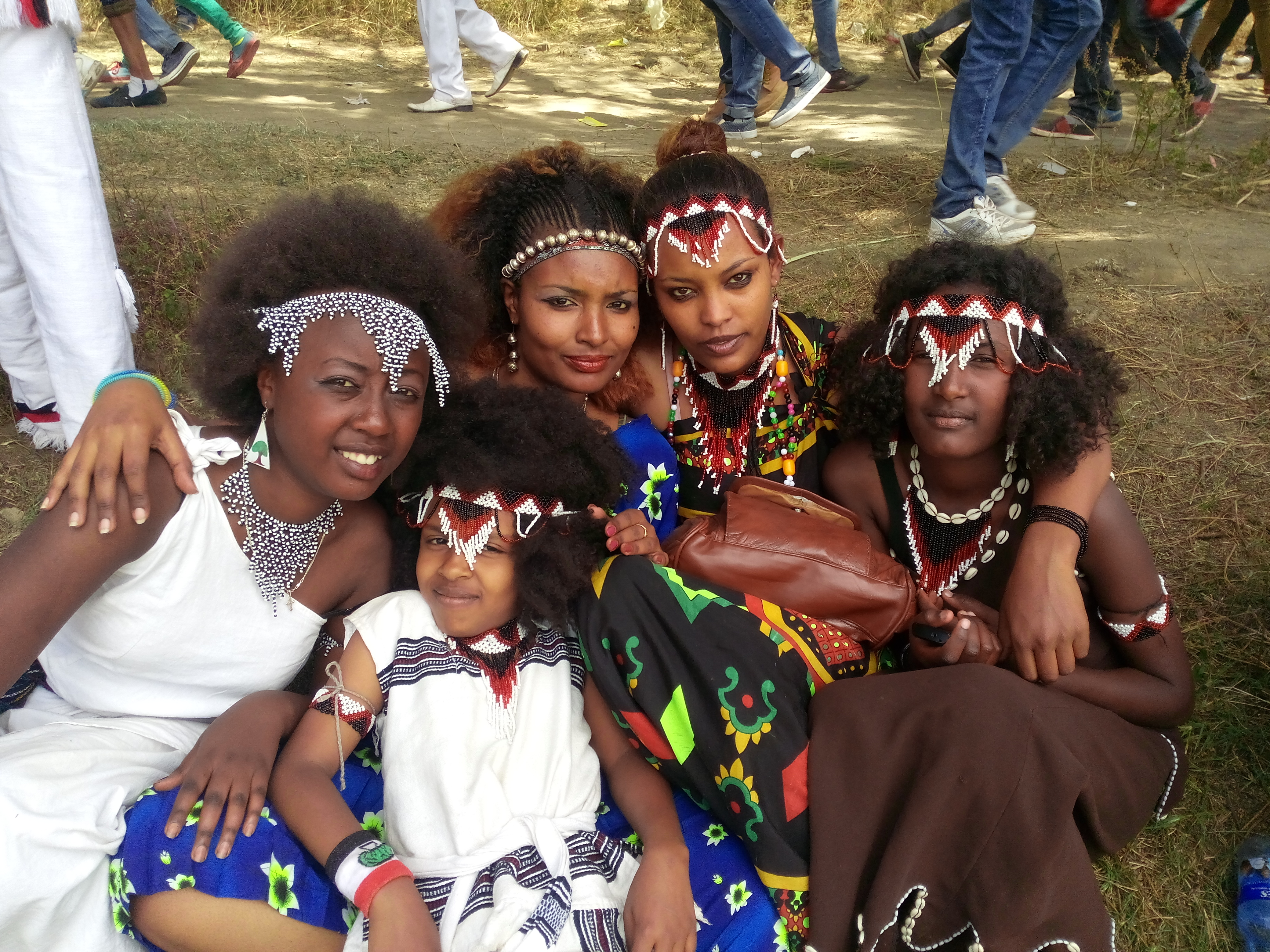
Mädchen mit Kleidung und Frisuren im Oromo-Stil

Die Region Oromia in Äthiopien

Die Oromo (Eigenbezeichnung Oromoo) sind eine Volksgruppe, die in Äthiopien sowie im Norden Kenias lebt. In Äthiopien sind sie nach offiziellen Angaben mit rund 25,5 Millionen – entsprechend 34,5 % der Gesamtbevölkerung – das zahlenmäßig größte Volk und verfügen über einen eigenen Bundesstaat Oromia. In Kenia leben über 200.000 Oromo, vor allem von der Untergruppe der Borana sowie Tana Orma, vorwiegend in der Ostregion. Die Sprache der Oromo, Afaan Oromoo oder Oromiffa genannt, gehört zu den ostkuschitischen Sprachen.
Historisch wurden die Oromo von den Habescha und den Somali auch Galla genannt. Diese Bezeichnung, deren Ursprünge unklar sind, wurde zum Teil abwertend gebraucht, zeitweise aber auch im wissenschaftlichen Sprachgebrauch übernommen. Heute stößt sie bei den Oromo auf Ablehnung und gilt als veraltet.

## Geschichte
Das Ursprungsgebiet der Oromo liegt wohl im südlichen äthiopischen Hochland, von wo auch andere tieflandostkuschitischsprachige Gruppen wie die Afar-Saho und die Somali in ihre heutigen Gebiete zogen. Seine genaue Verortung bleibt jedoch umstritten.

### Expansion im 16. und 17. Jahrhundert
Im 16. Jahrhundert begann eine große Expansionsbewegung der Oromo, die nach Norden und Westen in weite Teile Äthiopiens und nach Süden in das heutige Kenia und Süd-Somalia führte. Treibende Kraft hinter dieser Ausbreitung dürfte eine Neuorganisation des Altersklassensystems Gada gewesen sein, in dessen Rahmen regelmäßig Krieger ausgeschickt wurden. Dass das Ursprungsgebiet der Oromo eher unwirtlich war, dürfte zur Ausbreitung beigetragen haben. Zudem hatten die verlustreichen Kriege zwischen Äthiopien und dem muslimischen Sultanat Adal unter Ahmed Graññ beide Seiten geschwächt, sodass sie dem Vordringen der Oromo wenig entgegensetzen konnten. Im Verlauf des 16. und 17. Jahrhunderts gelangten Oromo bis nach Arsi, Shewa, Wollega, Gojjam, Hararghe, Wollo und den Osten von Tigray und bedrängten dort die Amharen wie auch die Sidama und die Afar. Im Osten drangen sie bis in die Umgebung von Harar vor und trugen damit zum völligen Zerfall des Sultanats Adal bei. In diesen sehr unterschiedlichen Gebieten behielten manche Oromo ihre traditionelle Lebensweise als nomadische Viehzüchter, während andere zu sesshaften Bauern wurden. Teile der Oromo wurden Muslime oder Christen, andere behielten ihre traditionelle Religion.
Die früheste bekannte schriftliche Erwähnung der Oromo stammt von dem äthiopischen Mönch Bahrey, der Ende des 16. Jahrhunderts eine detaillierte „Geschichte der Galla“ verfasste. Ihm zufolge gehörten die Oromo ursprünglich zu zwei Untergruppen (Moieties), den Baraytuma oder Barentuma und den Borana.
Die Borana, die nach Süden zogen, verdrängten oder assimilierten somaloide Gruppen (wie die Gabbra und Sakuye) und kontrollierten schließlich ein weites Gebiet zwischen den Flüssen Tana und Juba im heutigen Kenia und Somalia.

### Eroberung durch Äthiopien und Eingliederung

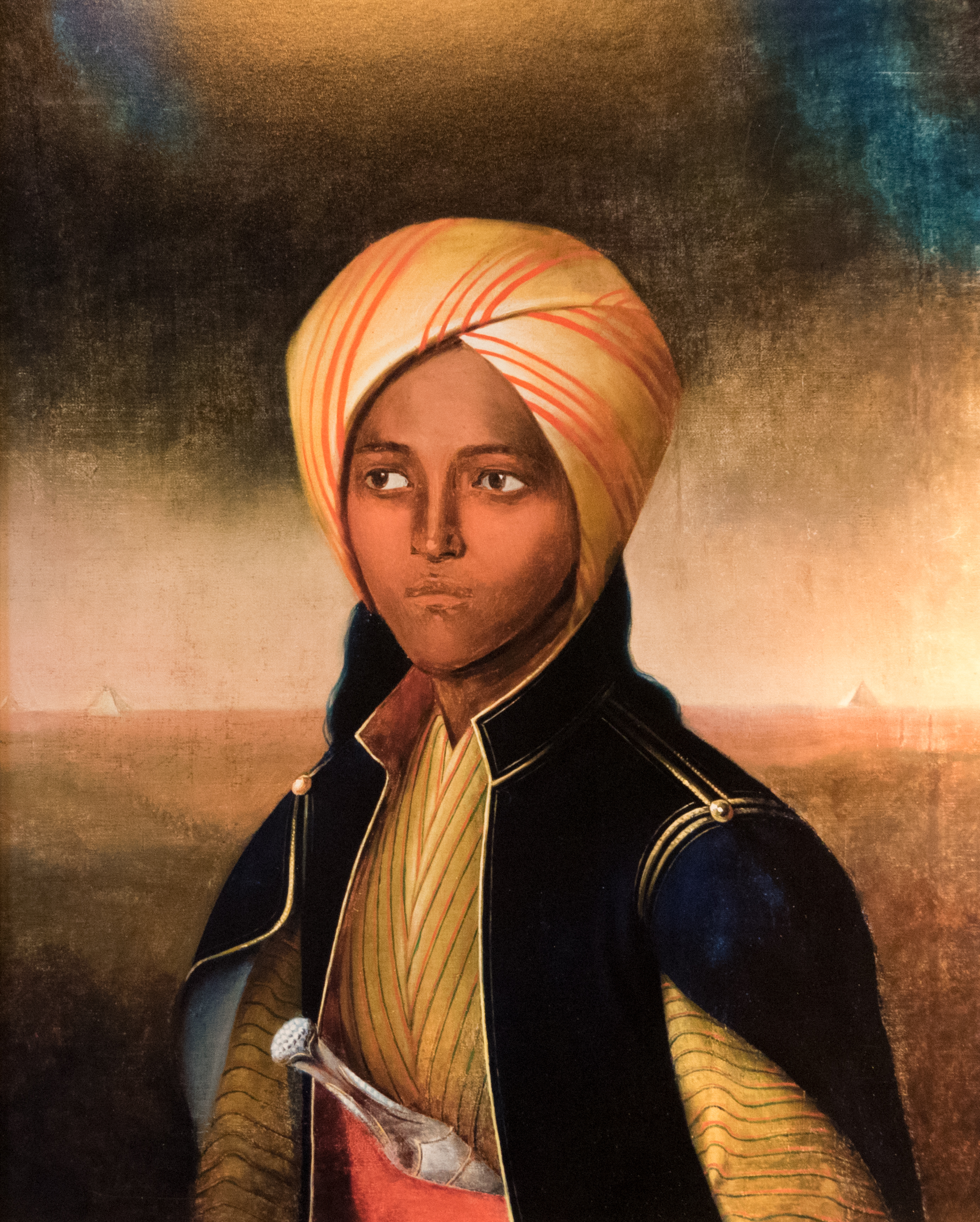
Die Oromo Machbuba, als Sklavin 1837 in Kairo von Fürst Hermann von Pückler-Muskau gekauft, nach Deutschland mitgebracht und dort bekannt geworden

Unter Sissinios begann die Integration und Assimilation von Teilen der Oromo in Staat und Gesellschaft des verbleibenden Äthiopien. So übernahmen Oromo in jenen Gebieten die Sprache, Religion, Kultur und Wirtschaftsweise christlicher äthiopischer Bauern, und heute gibt es vor allem in Wollega, Wollo und im südlichen Shewa Millionen christliche Oromo, von denen ein Großteil Amharisch spricht. Oromo wurden auch als Verbündete von Sissinios in den äthiopischen Adel aufgenommen. In Shewa besteht ein Großteil der sprachlich und kulturell amharischen Bevölkerung in amharisierten Oromo, sodass die weiter nördlich lebenden Amharen die Amharen von Shewa als „Galla“ (Oromo) betrachteten. Im Gibe-Gebiet begannen derweil Ende des 17. Jahrhunderts landwirtschaftliche Entwicklungen, die im 19. Jahrhundert zur Herausbildung von Staaten der Oromo und der Sidama führten. Diese zentralisierten, monarchischen Staatswesen unterschieden sich von der traditionellen, egalitären Gesellschaftsform der Oromo.
Oromo wurden von Äthiopiern wie auch von den Gibe-Staaten gefangen genommen und als Sklaven verkauft. Onesimos Nesib, der die Bibel auf Oromo übersetzte, und die junge Frau Machbuba waren bekannte freigelassene Oromo-Sklaven. Im Königreich Jimma gab es bis zur Mitte des 19. Jahrhunderts viele Sklavenmärkte. Der größte Sklavenmarkt war Hirmata, der jeden Dienstag in der Nähe des Palasts abgehalten wurde.
Ende des 19. und Anfang des 20. Jahrhunderts annektierte Äthiopien unter Menelik II. – König von Shewa und ab 1889 Kaiser von Äthiopien – weite Gebiete im Süden und Westen. Darunter waren Gebiete, die Äthiopien im 17. Jahrhundert hatte aufgeben müssen. Auch assimilierte Oromo in der äthiopischen Führungsschicht beteiligten sich an diesen Eroberungen, die die meisten Oromo unter äthiopische Herrschaft brachten. Zu den Niederlagen der Oromo trug bei, dass sich ihre verschiedenen Untergruppen und Staatswesen nicht gegen den gemeinsamen Gegner zusammenschlossen. Vielmehr betrachteten sich etwa die Borana, Arsi und Guji bis weit in das 20. Jahrhundert hinein gegenseitig als Feinde.
Die Bauern aller Ethnien in den eroberten Gebieten wurden zu steuerpflichtigen hörigen Untertanen (gäbbar, vgl. Dizi), die amharischen Soldaten und anderen Siedlern (neftegna oder näftäñña) unterstellt wurden.
Von Osten her drangen seit dem 18. Jahrhundert Somali, vor allem vom Darod-Clan, in das Landesinnere vor und verdrängten die Oromo in Teilen Ostäthiopiens. Einige östliche Oromo-Gruppen wurden islamisiert und somalisiert, und es entstanden gemischte Gruppen, die sich sowohl als Oromo als auch als Somali betrachten. Im 19. Jahrhundert erreichten die expandierenden Somali auch Südsomalia und Kenia, wo sie die Borana fast vollständig aus Jubaland und der heutigen Nordostregion von Kenia verdrängten. Die britische Kolonialmacht in Kenia versuchte mit mäßigem Erfolg, das weitere Vordringen der Somali auf Kosten der Oromo aufzuhalten. Zugleich gebot sie einem weiteren Ausgreifen der äthiopischen Herrschaft nach Süden Einhalt.

### Situation im 20. Jahrhundert
Ab Anfang des 20. Jahrhunderts begann sich unter den in Religion, Wirtschaftsweisen und politischen Strukturen heterogenen Oromo allmählich ein Zusammengehörigkeitsgefühl und Nationalismus (Oromumma, „Oromo-Sein“) herauszubilden.
Die Besetzung Äthiopiens durch das faschistische Italien 1935–1941 war mit einer Abschaffung des gäbbar-Systems verbunden und wurde daher von manchen Oromo begrüßt. Oromo-Führungspersönlichkeiten in den westlichen Regionen Illubabor und Wellega initiierten eine Bewegung für die Trennung von Äthiopien und baten 1936 die britische Regierung in einer Petition darum, britisches Protektorat werden zu dürfen. Nach der Wiedereinsetzung Haile Selassies gab es in den 1940er und 1950er Jahren verschiedentlich Widerstand gegen die Wiedereinführung des alten Besteuerungs- und Landbesitzsystems. In Tigray beteiligten sich die Rayya- und Azebo-Oromo an der Woyane-Revolte.
Insbesondere in den 1960er Jahren entstanden verschiedene kulturelle, soziale und politische Bewegungen. Zu dieser Zeit erlangten zahlreiche afrikanische Staaten ihre Unabhängigkeit von den europäischen Kolonialmächten, und viele gebildete Oromo sahen Parallelen zu ihrem eigenen Bestreben, sich von der äthiopischen Eroberung – die sie als Kolonialismus betrachteten – und von der Hegemonie der Amharen innerhalb Äthiopiens zu „befreien“. Im Hochland der Provinz Bale begann 1962 die Bale-Revolte, die erst 1970 niedergeschlagen werden konnte, und im Hochland von Hararghe führte die Oromo-Befreiungsfront (OLF) Mitte der 1960er Jahre einen Guerillakampf. Die 1962 gegründete „Macha-und-Tulama-Selbsthilfe-Vereinigung“, die sich zunächst um Selbsthilfe-Entwicklungsprojekte kümmerte, bald aber auch politische und kulturelle Freiheiten für alle Oromo forderte, wurde 1966 von der Regierung Haile Selassies verboten.
Nach dem Sturz Haile Selassies und der Machtübernahme der kommunistischen Derg-Militärregierung 1974 wurde der öffentliche Gebrauch der Oromo-Sprache erlaubt, die Bezeichnung Galla wurde offiziell abgeschafft, und insbesondere die Landreform von 1975 stieß bei den Oromo auf Zustimmung, da sie verbliebene Elemente des Neftegna-Systems beseitigte. Allerdings sorgten Requirierungen von Nahrungsmitteln für die Armee und die Städte und die „Säuberung“ von Bauernvereinigungen und der All-Äthiopischen Sozialistischen Bewegung (MEISON) für Unmut. Zudem wurden amharische Bauern in Oromo-Gebiete umgesiedelt, und in der staatlichen Alphabetisierungskampagne wurde die äthiopische Schrift zur Schreibung des Oromo durchgesetzt, obwohl seit dem 19. Jahrhundert das lateinische Alphabet verwendet wurde. Teile der Oromo schlossen sich bereits 1974 dem bewaffneten Widerstand gegen das Derg-Regime an. In diesem Jahr wurde eine neue Oromo-Befreiungsfront gegründet. Anfang 1977 kontrollierte sie das Chercher-Gebiet im Hochland von Hararghe und war darüber hinaus in Bale, Arsi und Sidamo aktiv.
Somalia unter Siad Barre gründete 1976 die Somali-Abo-Befreiungsfront (SALF), um auch muslimische Oromo für den Kampf für ein Groß-Somalia zu mobilisieren; Somalia schloss in seinem Anspruch auf „West-Somalia“ (Ogaden) auch mehrheitlich von Oromo bewohnte Gebiete ein und ging davon aus, die betreffenden Oromo somalisieren zu können. Ebenso wie die äthiopischen (amharischen) Eliten betrachtete es einen eigenständigen Oromo-Nationalismus als Bedrohung seiner Interessen. Im Gegensatz zur Westsomalischen Befreiungsfront bei den äthiopischen Somali stieß die SALF allerdings nur auf verhaltene Unterstützung bei der Oromo-Bevölkerung. Somalische Truppen, die im Ogadenkrieg 1977/78 bis in Oromo-Gebiete vordrangen, behandelten Oromo-Zivilisten deutlich schlechter als Somali-Zivilisten.
1979 begann eine Offensive gegen die OLF im östlichen Hochland (Hararghe, Bale, Sidamo, Arsi) und zugleich gegen die WSLF im Tiefland. Für die Bevölkerung hatte diese Phase des Konfliktes schwerwiegendere Folgen als der eigentliche Ogadenkrieg. Die Zahl der Kriegsvertriebenen innerhalb Äthiopiens, die 1978 bei einer halben Million gelegen hatte, stieg bis 1981 auf über 1,5 Millionen. Betroffen waren auch Regionen, die der Ogadenkrieg nie erreicht hatte. Mitte 1978 lebten 80.000 bis 85.000 Flüchtlinge aus äthiopischem Gebiet in Somalia, Ende 1979 waren es 440.000–470.000 und Ende 1980 rund 800.000 äthiopische Somali und vor allem auch Oromo. Vor allem in den Hochlandgebieten (Bale 1979–1982, Hararghe ab 1984) wurden Millionen zur Umsiedlung in Dörfer unter Kontrolle der Regierung gezwungen, um die Rebellen von ihrer Unterstützungsbasis abzuschneiden. Die OLF weitete ab 1981 ihre militärischen Aktivitäten auf die Region Wollega im Westen aus.

## Politische Lage
Nach dem Sturz des Derg-Regimes 1991 wurde unter der siegreichen Volksbefreiungsfront von Tigray (als Teil der politischen Koalition EPRDF) die Verwaltungsgliederung Äthiopiens nach dem Prinzip eines „ethnischen Föderalismus“ neu geordnet. Hierbei erhielten auch die Oromo erstmals einen eigenen Bundesstaat Oromia, der die meisten, aber nicht alle Oromo-Gebiete umfasst. Die EPRDF gründete die Demokratische Volksorganisation der Oromo (OPDO) als ihren Partner unter den Oromo, während sie die OLF marginalisierte. Zunächst wurde die Landeshauptstadt Addis Abeba (von den Oromo Finfinnee oder Shaggar genannt), wo 19,51 % der Bevölkerung Oromo sind, zugleich Hauptstadt von Oromia. Im Jahr 2000 wurde sie jedoch durch Adama abgelöst, was für Kontroversen sorgte. Das zwischen Oromia und der Somali-Region umstrittene Gebiet Harar mit 56,4 % Oromo wurde eine eigenständige Region mit den Aderi (Harari) als Titularnation, während Dire Dawa mit 46 % Oromo, 24 % Somali und 20 % Amharen eine unabhängige Stadt wurde. Die Grenzgebiete zwischen Oromia und Somali bleiben umstritten. Oromo leben auch als Minderheit am östlichen Rand des äthiopischen Hochlandes in der Region Amhara – wo eine Oromia-Zone besteht – und in der Woreda Raya Azebo in der Region Tigray, wo die Rayya und Azabo als nördlichste Untergruppen leben.
Die Einführung der auf ethnischer Zugehörigkeit basierenden Regioneneinteilung hat das Zusammengehörigkeitsgefühl innerhalb der verschiedenen Untergruppen (z. B. Arsi, Borana, Guji, Macha, Ittu, Anniyya) verstärkt. Zugleich veränderten sich mancherorts die Beziehungen zu benachbarten Volksgruppen, die bei manchen Oromo-Gruppen früher enger waren als die Beziehungen zu anderen Oromo (beispielsweise bei den Gabbra und Garre an der Grenze zu den Somali oder zwischen den Guji und Sidama).
Weiterhin beklagen Oromo eine Unterdrückung durch die äthiopische Zentralregierung. Die Oromo-Befreiungsfront setzt sich auch gewaltsam, jedoch weitestgehend erfolglos, für einen unabhängigen Oromo-Staat ein. Die Zentralregierung wie auch die mit ihr koalierende, von der OPDO geführte Regionalregierung von Oromia sieht daher jegliche Äußerungen von Oromo-Kultur, Oromo-Nationalismus und politischer Kritik außerhalb der OPDO als potenzielle Bedrohung. Oromo, die die Unabhängigkeitsbestrebungen unterstützen oder denen dies vorgeworfen wird, werden verfolgt.
Zwischen der EPRDF-treuen OPDO und der militanten OLF haben sich unter den Oromo weitere Parteien gebildet, so die Föderalistische Demokratische Oromo-Bewegung (OFDM bzw. WAFIDO) und der Oromo People’s Congress (OPC). Die oppositionelle Parteienkoalition United Ethiopian Democratic Forces (UEDF) findet mit ihrem Eintreten für einen stärkeren Föderalismus vor allem bei Oromo Zuspruch. Aber auch die Koalition für Einheit und Demokratie (Qinijit), die als zweite große Oppositionskoalition im Gegenteil wieder mehr Zentralismus befürwortet, wurde bei den Parlamentswahlen 2005 von Oromo aus Protest gegen die EPRDF gewählt. Wolbert G. C. Smidt schreibt zu jenen Wahlen: „(…) man kann das Ergebnis so zuspitzen, dass die Oromo als erstes Volk Äthiopiens den Partei-Pluralismus verwirklicht haben.“

## UNESCO-Kulturerbe
2016 wurde das „Gada-System, ein indigenes demokratisches sozio-politisches System der Oromo“ von der UNESCO in die Repräsentative Liste des immateriellen Kulturerbes der Menschheit aufgenommen.